# Nolwenn Arc
Nolwenn Arc (* 4. dubna 2000 Cholet) je francouzská reprezentantka ve sportovním lezení, mistryně Francie, juniorská vicemistryně světa a juniorská mistryně Evropy v lezení na obtížnost.

## Výkony a ocenění
- 2017: mistryně Francie
- 2018: juniorská vicemistryně světa a juniorská mistryně Evropy

### Závodní výsledky
| Mistrovství světa | Mistrovství světa |
| Rok               | 2016              |
| ----------------- | ----------------- |
| Obtížnost         | 23                |

| Světový pohár | Světový pohár         | Světový pohár            | Světový pohár |
| Rok           | 2016                  | 2017                     | 2018          |
| ------------- | --------------------- | ------------------------ | ------------- |
| Obtížnost     | 28                    | 28                       |               |
| jednotlivě*   | 32,-,-,10,20,34-39,32 | 32,32,-,-,-, 27,11,11-13 |               |
|               |                       |                          |               |
| Kombinace     | —                     | 70*                      |               |

* pozn.: nalevo jsou poslední závody v roce;
v roce 2017 se kombinace počítala i za jednu disciplínu
| Mistrovství Evropy | Mistrovství Evropy |
| Rok                | 2017               |
| ------------------ | ------------------ |
| Obtížnost          | 8                  |

| Mistrovství Francie | Mistrovství Francie |
| Rok                 | 2017                |
| ------------------- | ------------------- |
| Obtížnost           | 1                   |

| Mistrovství světa juniorů | Mistrovství světa juniorů | Mistrovství světa juniorů | Mistrovství světa juniorů |
| Rok                       | 2016 kat. A               | 2017 kat. A               | 2018 juniorky             |
| ------------------------- | ------------------------- | ------------------------- | ------------------------- |
| Obtížnost                 | 15                        | 3                         | 2                         |

| Mistrovství Evropy juniorů | Mistrovství Evropy juniorů | Mistrovství Evropy juniorů | Mistrovství Evropy juniorů | Mistrovství Evropy juniorů |
| Rok                        | 2015 kat. B                | 2016 kat. A                | 2017 kat. A                | 2018 juniorky              |
| -------------------------- | -------------------------- | -------------------------- | -------------------------- | -------------------------- |
| Obtížnost                  | 15                         | 6                          | 2                          | 1                          |
| Kombinace*                 | —                          | —                          | 3                          |                            |

* pozn.: v roce 2017 proběhlo samostatné MEJ v kombinaci disciplín
| Evropský pohár juniorů | Evropský pohár juniorů | Evropský pohár juniorů | Evropský pohár juniorů | Evropský pohár juniorů |
| Rok                    | 2015 kat. B            | 2016 kat. A            | 2017 kat. A            | 2018 juniorky          |
| ---------------------- | ---------------------- | ---------------------- | ---------------------- | ---------------------- |
| Obtížnost              | 18                     | 12                     | 6                      |                        |
| jednotlivě*            | 11,15,32,24            | 6,-                    | ,-,10,-,               | ,                      |
|                        |                        |                        |                        |                        |
| Bouldering             | 34-35                  | —                      | —                      |                        |
| jednotlivě*            | -,26                   | —                      | —                      | ,4                     |

* pozn.: nalevo jsou poslední závody v roce